# Божидар Урошевић
Божидар Урошевић (Приштина, 9. фебруар 1975) српски је бивши професионални фудбалски голман. По завршетку каријере постао је тренер голмана.

## Биографија
Рођен је 9. фебруара 1975. године у Приштини, у тадашњој Социјалистичкој Републици Србији. Фудбалску каријеру је и започео у родном граду, односно у ФК Приштина.
Поред фудбалске каријере, 2002. године стекао је диплому на Универзитету у Приштини. Ожењен је Мирјаном Урошевић, а имају сина Стефана и ћерке Тару и Виолету. Тренутно живи у Београду.